# Albańska Milicja Faszystowska
Albańska Milicja Faszystowska (wł. Milizia Fascista Albanese) – albańska pomocnicza formacja policyjna w służbie faszystowskich Włoch podczas II wojny światowej.
Albańska Milicja Faszystowska została powołana 14 kwietnia 1939 r. po zajęciu Albanii przez włoskie wojska (patrz: Inwazja na Albanię). Wchodziła organizacyjnie w skład włoskiej Ochotniczej Milicji Bezpieczeństwa Narodowego (Milizia Volontaria Sicurezza Niazionale, MSVN). Rekrutowała się spośród Włochów mieszkających w Albanii, później także albańskich faszystów. Nosili oni włoskie mundury MSVN i białe fezy na głowie. Początkowo utworzono jedynie jeden legion (1 Legione M.S.V.N.). Od 18 września 1939 r. milicja ta dzieliła się na dziesięć ochotniczych batalionów, które wchodziły w skład czterech legionów:
- 1 Legion – Tirana (bataliony I, V, VI, X i XIII oraz pododdział karabinów maszynowych)
- 2 Legion – Korçë (batalion IX i samodzielny pododdział karabinów maszynowych)
- 3 Legion – Vlorë (bataliony III, VIII, XII i XIV)
- 4 Legion – Shkodër (bataliony II, IV, VII i IX)

Kwatera główna znajdowała się w Tiranie. Milicjanci byli używani do zwalczania partyzantki i pełnili rolę pomocniczą wobec sił policyjnych. Formacja została rozwiązana po wycofaniu się Włoch z wojny we wrześniu 1943 r.